# جاسم محمد جعفر
جاسم محمد جعفر كاظم البياتي هو وزير الشباب والرياضة العراقي في حكومة نوري المالكي. وصدق عليه المجلس الوطني العراقي في 20 مايو 2006، بعد أن شغل منصب وزير البناء والإسكان في الحكومة العراقية الانتقالية. ولد جاسم محمد جعفر في طوز خورماتو، محافظة صلاح الدين، العراق لأبوين تركمان عراقيين. التحق بالجامعة في السليمانية حيث حصل على درجة الماجستير في الهندسة المدنية. انضم إلى معارضة صدام حسين عام 1976 وحُكم عليه بالإعدام عام 1981. ذهب إلى المنفى إلى كردستان العراق وساعد في تأسيس الاتحاد الإسلامي لتركمان العراق عام 1991، وأصبح نائب زعيمه.

## المناصب
- 2006: وزير الشباب والرياضة
- 2005–2006: وزير الإسكان والتنمية العمرانية العراقي
- ؟–؟: نائب رئيس الاتحاد الإسلامي لتركمان العراق